# Saint-Ouen-de-Sécherouvre
Saint-Ouen-de-Sécherouvre é uma comuna francesa na região administrativa da Normandia, no departamento Orne. Estende-se por uma área de 10,3 km². Em 2010 a comuna tinha 181 habitantes (densidade: 17,6 hab./km²).